# Treťjakovská galerie
Treťjakovská galerie nebo též Treťjakovská státní galerie v Moskvě je nejvýznamnější galerií ruského výtvarného umění na světě.

## Historie galerie

Portrét Pavla Michajloviče Treťjakova od Ilji Jefimoviče Repina

Historie Treťjakovské státní galerie (rusky Государственная Третьяковская Галерея, ГТГ) se datuje od roku 1856, kdy moskevský obchodník Pavel Michajlovič Treťjakov (1832-98) získal díla tehdejších ruských umělců s úmyslem vytvořit sbírku, která by v budoucnu mohla vyrůst v muzeum národního umění. Roku 1892 představil Pavel Treťjakov svou již v tehdejší době známou sbírku ruské veřejnosti. Jeho mladší bratr Sergej Michajlovič Treťjakov zanechal před svou smrtí v roce 1892 závěť, kterou věnoval městu Moskvě svoji sbírku ruského umění, která je také součástí galerie.
Fasáda budovy galerie byla navržena malířem Viktorem Vasněcovem, který se uchýlil k ruskému pohádkovému stylu. Galerie samotná byla vybudována v letech 1902 až 1904 na jih od moskevského Kremlu. Během 20. století se galerie rozrostla do okolních budov, mimo jiné i do kostela sv. Mikuláše v Tolmačích pocházejícího ze 17. století, kde je mimo jiné vystavena Vladimirská Bohorodička.

## Současnost

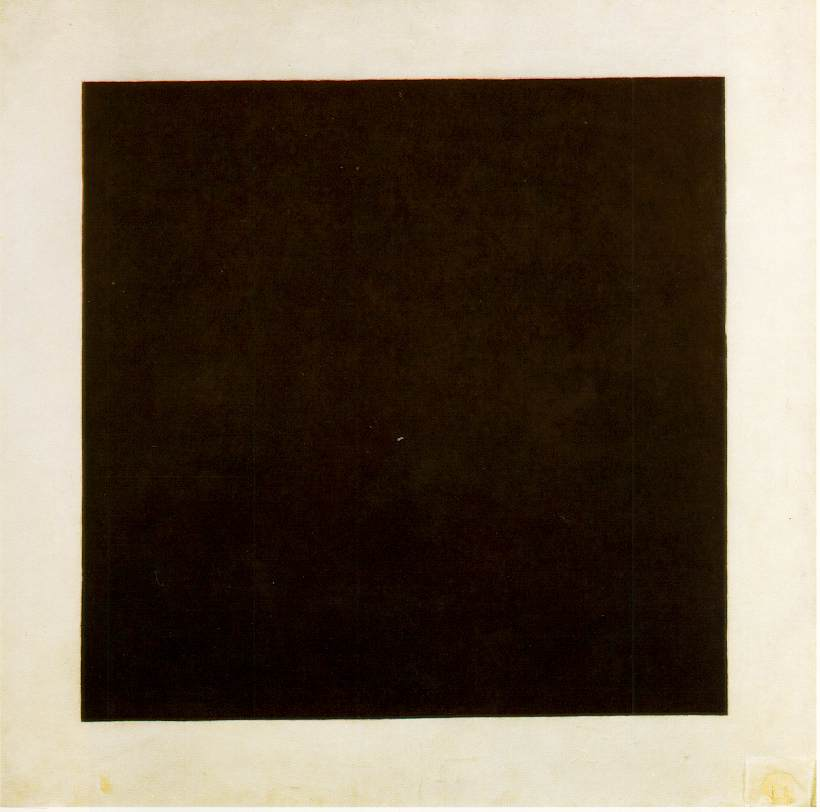
Černý čtverec od Kazimira Maleviče

Sbírka galerie zahrnuje více než 130 000 exponátů, od Panny Marie Vladimirské a Trojice od Andreje Rubleva až po monumentální Kompozici VII od Vasilije Kandinského a Černý čtverec Kazimira Maleviče. Od roku 1977 měla galerie v držení značnou část sbírky Georgia Kostakise.
V květnu roku 2012 byl v Treťjakovské galerii sehrán zápas  Mistrovství světa v šachu FIDE mezi Višvanáthanem Ánandem a Borisem Gelfandem. Organizátoři vybrali pro vrcholnou akci prestižní místo, aby  současně propagovali šachy i umění.
Obraz Aj-Petri. Krym Archipa Kuindžiho byl 27. ledna 2019 za plného provozu z galerie ukraden. Následujícího dne byl zloděj zadržen a obraz nalezen nepoškozený.

## Galerie moderního umění

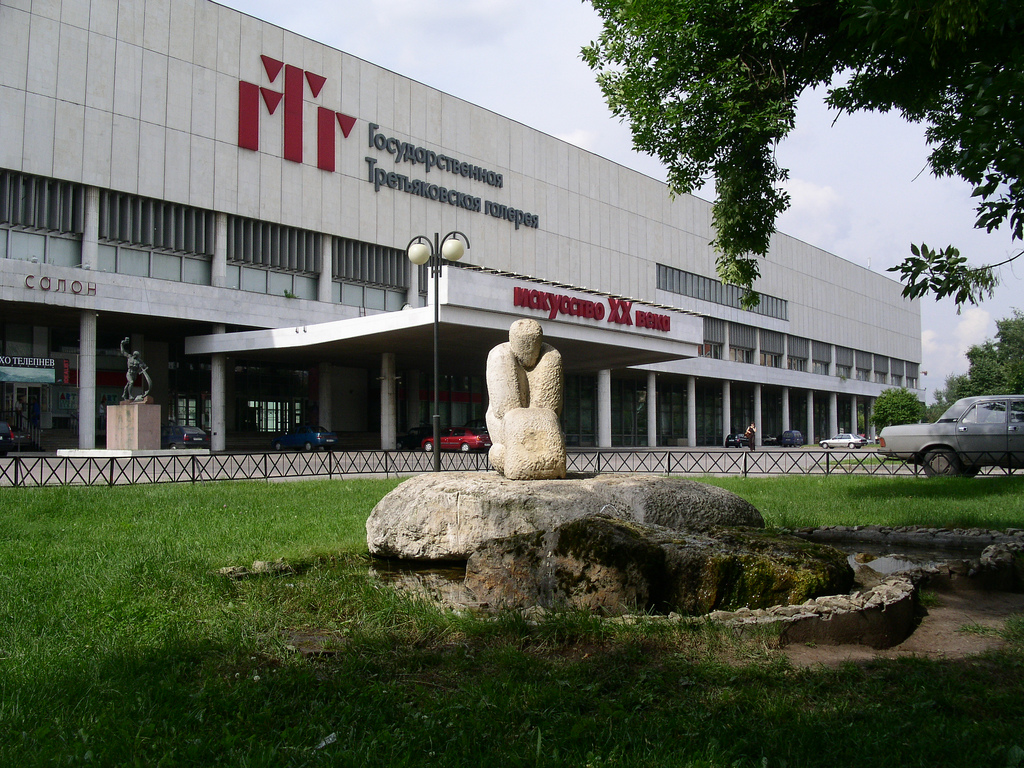
Moderní budovy Treťjakovské galerie

Roku 1985 byla galerie administrativně spojena s galerií současného umění umístěné ve velké moderní budově rozkládající se podél Zahradního okruhu, přímo na jih od Krymského mostu. V této části muzea se nachází sbírka soch vytvořených ve stylu socialistického realismu, mimo jiné se zde nachází ikonická socha Železného Felixe od Jevgena Vučetiče, který byl odstraněn roku 1991 z Lubjanského náměstí, dále socha "Kuj!" zobrazující nahého dělníka překovávajícího meč v radlici, také zvaného "Mladé Rusko". Poblíž se nachází socha Petra Velikého od Zuraba Cereteliho, se svými 86 metry jedna z nejvyšších soch na světě.